# 真鍋吉明
真鍋 吉明（まなべ よしあき、1962年10月2日 - ）は日本のミュージシャン。ロックバンド、the pillowsでギターを担当するほか、NINE MILES名義でソロ活動も行っている。愛称は「Peeちゃん」。北海道札幌市南区出身。血液型はA型。

## 来歴
- 中学時代にレコード店の視聴コーナーでディープ・パープルのレコードに出会い、ロックを聴き始める[1]。
- 16歳の頃、エレクトリックギターに挑戦するが上手く弾けず挫折。本気になって弾き始めたのは17歳のときである。また、リアルタイムでロンドン・パンクに衝撃を受ける。
- 札幌大学在学中にニューウェイヴバンド　マザーを結成、その後 若干のメンバー変更を経て ペルシャとなる。メジャーデビュー目前だったが、事務所との活動方針のズレが原因でメンバー間での相談の末、1989年に解散。ライブハウスのペニーレーンやベッシーホール、学園祭などに出演していた。
  - マザー～ペルシャ時代の使用楽器はグレコのエスクワイヤに空間系エフェクターを多用していた。　アンプは自己所有していなかったが当時どこのスタジオにもあったヤマハのF100。
- 解散直後、ちょうどギタリストを募集していた元KENZI&THE TRIPSの上田ケンジによる新バンドのオーディションを通過し[2]、the pillowsを結成する。

## 人物・エピソード
- 趣味は日本史研究、相撲観戦、読書、ボブ・マーリーなどのレゲエの鑑賞。
- 実家は美容室を経営しており、自身もペーパーであるものの美容師免許を取得している。またその関係で、通っていた札幌大学では経営学を専攻していた。
- 吉本新喜劇が好きで、辻本茂雄の大ファンらしい。
- 普通のコードブックには掲載されないような変則的なコードの押さえ方が特徴。これによりthe pillowsのバンドスコアは2006年まで発売されずにいた。
- ギターの音色に関しては歪み、とりわけファズへの拘りが強く、製造時期の異なるエレクトロハーモニクスのビッグマフを複数台用意して楽曲毎に使い分けているほど。
- the pillowsとしての活動内では基本的に作曲は行わないが、アルバム『LIVING FIELD』に収録されている「Swinger's Night Club」の作曲を行っている。またNINE MILESのアルバム『Return of the Polar Bear』に収録の「Heart is there」が、the pillowsのシングル『ノンフィクション』のカップリング曲としてカバーされ、同バンド内での実質二度目の真鍋作曲の楽曲となった（クレジットはNINE MILES）。
- ライブでは、最後の楽曲の演奏が終了した後に、片膝を着いて恭しくスタッフにギターを預ける独特のポーズを取る。アンコールで再登場した後も、同様のポーズでギターやスタッフを丁重に扱っている。ちなみに上田ケンジが脱退するラストライブでは、最後の曲を演奏し終えた後にギターをステージに投げつけた事がある。

## 使用ギターについて
真鍋も他のプロギタリスト同様、ギブソン・レスポールやフェンダー・ストラトキャスターを使用していたが、盗難に遭ったのを機に、一時期（1999年～2007年）アマチュアが使うような安価なギターをライブ、レコーディングで使用していた。当時の本人曰く「いいギターでいい音がするのは当然。安いギターでいい音を出すことが魅力的になってきたから」とのこと。その時期に使用していたギターとして、フェンダー・ジャパンのムスタング（2本所有。サブギターはリアピックアップをセイモア・ダンカンJB Jrに交換）、エピフォンのエクスプローラー、スクワイアのジャグマスター、ギブソンのレスポール・スペシャル（ダブルカッタウェイ・フェイデッド）などがあった。
現在は「Sago New Material Guitars」製のオリジナルモデルのギター、CAOSを使用している（詳しくは後述）。
この他にもフェンダー MA-1、TAKAMINE（高峰楽器製作所） PT-310、セイモア・ダンカンTraditonal Seriesのストラトキャスターと、テレキャスターも所有している。

## CAOS
CAOS（ケィオス）は2008年に登場した真鍋吉明のシグネイチャーモデルギターである。製作は「Sago New Material Guitars」。2007年ごろから使用していたレスポール・スペシャル・ダブルカッタウェイをモデルに細部が真鍋の要望通りに変更されている。
ピックアップはSagoオリジナルの「SMH-1」。ハムバッキングタイプを選んだ理由は、レスポール・スペシャル・ダブルカッタウェイを使用していた際、搭載されていたP-90タイプのピックアップが照明の状況によってノイズを拾ってしまうことに悩まされていたためである。また、ピックアップはコイルタップ式になっており、楽曲によってサウンドを切り替えることができる。
ナット幅はギブソンギターよりも1mm広く設計。これはビブラート時の弦落ちを防ぐためである。ビブラートを多用する真鍋ならではの仕様といえる。
CAOSにはSPECIALとSTANDARDのふたつのモデルが存在する。SPECIALは現在真鍋が使用しているものと同じ仕様、STANDARDはSPECIALの基本仕様を踏襲した上で木材とボディ厚を変更し、ユーザーが求めやすい価格になるように作られている。
the pillowsメンバーである山中もSagoより提供されたCAOS（オリジナルペイント）を所持しているがこちらはSTANDARD仕様のものである。

## 作品
アルバム
- Rutile (2012年11月14日)